# Лукачевці
Лукачевці (словен. Lukačevci) — поселення в общині Моравське Топлице, Помурський регіон, Словенія. Висота над рівнем моря: 184,7 м.